# 奇什基 (利維夫區)
49°47′51″N 24°10′8″E / 49.79750°N 24.16889°E
奇什基（烏克蘭語：Чишки），是烏克蘭西部利維夫州，由利維夫區達維迪夫市鎮負責管轄，面積0.41平方公里，海拔高度241米，2024年人口2,463，人口密度每平方公里5,946.08人。